# Valerian Șesan
Valerian Șesan (n. 28 iunie 1878, Slobozia Rarancei, raionul Noua Suliță, Cernăuți, Ucraina – d. 10 mai 1940, Cernăuți, România n. 28 iunie 1878, Slobozia Rarancei, districtul Cernăuți, Austro-Ungaria – d. 10 mai 1940, Cernăuți, România) a fost un teolog și preot preot ortodox român, care a militat pentru Unirea Bucovinei cu România. Acesta a fost profesor de teologie la Universitatea din Cernăuți.

## Lucrări

### Volume
- Kirche und Staat im römisch-byzantinischen Reiche seit Konstantin dem Grossen und bis zum Falle Konstantinopels, vol. I (Die Religionspolitik der christlich-römischen Kaiser: Von Konstantin d. Gr. bis Theodosius d. Gr. (313–380)), Bukowinaer Vereinsdruckerei, Czernowitz, 1911, XV + 359 p. (vol. II, pregătit pentru tipar, s-a pierdut în 1940);
- Unificarea Bisericii Ortodoxe din România întregită. Statutul Organic din Transilvania în lumina canoanelor. Constituționalism în Biserica Ortodoxă. Trei studii în legatură cu organizarea Bisericii Ortodoxe Române întregite, Cernăuți, 1919;
- Proiect de unificare a organizației Bisericii autocefale ortodoxe din România întregită, Institutul de Arte Grafice și Editură „Glasul Bucovinei”, Cernăuți, 1920, 69 p.;
- Contribuții privitoare la raportul dintre Stat și Biserica Ortodoxă în Constituția cea nouă a României întregite, Cernăuți, 1923;
- Curs de drept bisericesc universal, ed. a IV-a, Tip. „Mitropolitul Silvestru”, Cernăuți, 1942, 268 p. (publicat de fiul său, preot prof. dr. Milan Șesan; celelalte trei ediții erau litografiate).

### Studii și articole
- „Reflexiuni asupra unificării organizației Bisericii Ortodoxe din România întregită : discurs inaugural al Rectorului pentru anul școlar 1923/24”, în Candela, anul XXXIV, nr. 9–12, septembrie–decembrie 1923, pp. 321–358 (și extras, Ed. Univ., Cernauti, 1923, pp. 21–60);
- „Autocefalia-Autonomia”, în Candela, anul XLII, 1931, pp. 237–249;
- „Modificarea Legii și Statului pentru organizarea Bisericii Ortodoxe Române”, în Candela, anul XLVI, 1935, pp. 117–201 (și extras, Tiparul Glasul Bucovinei, Cernăuți, 1936, 76 p.);
- „Dreptul de devoluțiune al Patriarhului și al Mitropolitului (în baza canon. 11 al sinod. VII ecum.)”, în Candela, anul XLVII, 1936, pp. 71–85 (și extras, Institutul de Arte Grafice și Editură „Glasul Bucovinei”, Cernăuți, 17 p.);
- „Convocarea Sinodului ecumenic”, în Candela, anul XLVII, 1936, pp. 95–110 (și extras, Institutul de Arte Grafice și Editură „Glasul Bucovinei”, Cernăuți, 1937, 18 p.);
- „Revizuirea canoanelor și altor norme bisericești, precum și codificarea lor”, în Candela, anul XLVII, 1936, pp. 145–159 (și extras, 1937, 17 p.); ultimele două au fost prezentate ca referate la Congresul profesorilor de teologie ortodoxă de la Atena și publicate în limba germană în Procès-verbaux du premier Congrès de Théologie Orthodoxe a Athènes, 29 Novembre – 6 Décembre 1936, Impr. Pyrsos, Atena, 1939, pp. 289–297 și 310–323 (și extras);
- „Arhimandritul mitrofor Clementie Constantin Popovici”, în Candela, anul XLIX, 1938 (și extras, Tiparul Glasul Bucovinei, Cernăuți, 1939, 14 p.);
- „Căsătoria bisericească obligatorie”, în vol. Omagiu Înalt Prea Sfinției sale Dr. Nicolae Bălan, mitropolitul Ardealului : la douăzeci de ani de arhipăstorire, Tiparul Tipografiei Arhidiecezane, Sibiu, 1940, pp. 731–739.